# 西部區 (冰島)
西部區是冰島八个地區之一，位於該國西部、雷扎灣和法赫薩灣之間。面积9,554平方公里，2021年1月人口数量为16,710人。首府阿克拉內斯。下轄9个市镇。

## 市镇列表
- 阿克拉内斯
- 斯科拉达尔区
- 华尔峡湾乡
- 博尔加比格兹
- 格倫達菲厄澤
- 斯蒂基斯霍爾米
- 埃亚-米克拉霍尔特区
- 斯奈山镇
- 达拉比格兹